# Castell de Cahir
El castell de Cahir és un castell emplaçat en el comtat de Tipperary, en Irlanda; és un dels majors castells del mencionat país, a més a més d'un dels millor conservats. Va ser construït l'any 1142 per Conor O'Brien, príncep de Thomond, sobre una illa ubicada al riu Suir, al cim d'un penyal. Està edificat en l'estil arquitectònic conegut com a arquitectura normanda, és a dir, romànic. Actualment es troba en el centre de la ciutat irlandesa de Cahir, i poden efectuar-se visites guiades al seu interior.

## Etimologia
Cahir és una transcripció de l'irlandès Cathair Dun Iascaigh, el significat del qual és fortí circular de pedra amb abundància de peixos, el que és indicatiu de l'antiguitat de la fortificació.

## Dades històriques
El castell va ser construït en l'any 1142 per Conor O'Brien, príncep de Thomond. La zona va ser ocupada pels vikings a partir de 1169.
El 1375, els drets sobre el castell van ser cedits a Butler, convertit en baró de Cahir, com a premi a la seva lleialtat respecte del rei Eduard III d'Anglaterra. Els Butler de Cahir es van col·locar al costat dels irlandesos durants les guerres mantingudes en època d'Elisabet I d'Anglaterra i, l'any 1599, el castell de Cahir va ser conquerit després de ser sotmès a un setge de tres dies de durada per part de les tropes al comandament de Robert Devereux, Comte d'Essex.
Durant les Guerres confederades irlandeses a la fi dels anys 1640, paral·lelament a la Revolució anglesa, el castell va ser sotmès a un total de dos nous setges. El 1647, George Mathew, qui aleshores era el tutor del jove lord Cahir, es va rendir davant de lord Inchiquin després de la victòria d'aquest a la batalla de Knocknanauss. El 1650, es va rendir novament el castell davant d'Oliver Cromwell durant la Conquesta d'Irlanda per Cromwell, sense que s'arribés tan sols a disparar un sol tret.

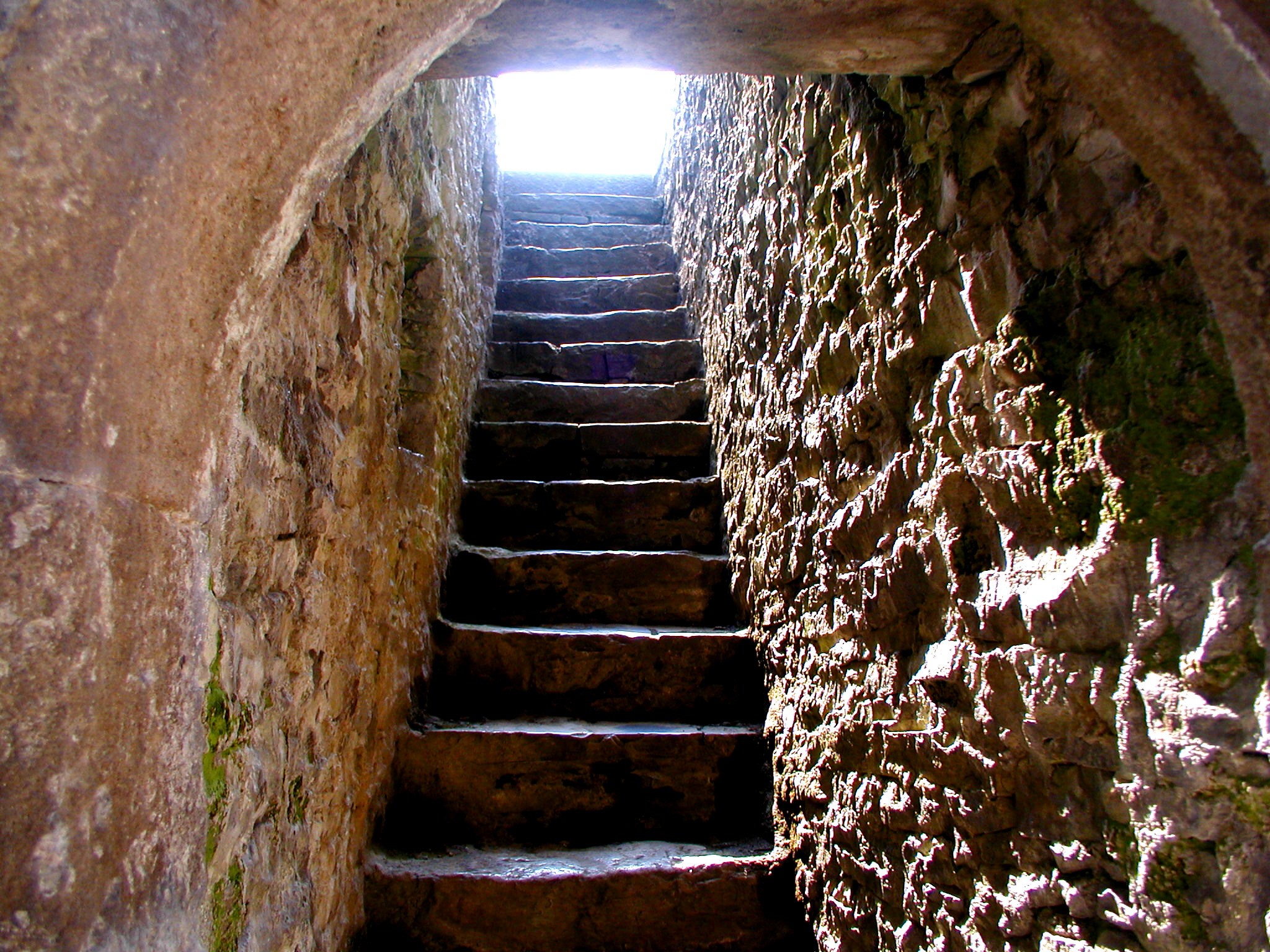
Galeria del castell de Cahir.

El gran rebedor del castell va ser parcialment reconstruït l'any 1840.
L'any 1961, després de la defunció de l'últim senyor de Cahir, els drets sobre el castell de Cahir van revertir a l'estat irlandès.

## Curiositats
El castell de Cahir va ser utilitzat el 1981 per al rodatge de diverses escenes de la pel·lícula  Excàlibur, del director britànic, encara que establert a Irlanda, John Boorman.